# Трима мъже и едно бебе
„Трима мъже и едно бебе“ (на английски: Three Men and a Baby) е американски комедиен филм от 1987 г. на режисьора Ленърд Нимой, с участието на Том Селек, Стив Гутенбърг и Тед Дансън. Сценарият е базиран на френския филм „Трима мъже край люлката“ (1985).